# Muolen
Muolen é uma comuna da Suíça, no Cantão São Galo, com cerca de 1.117 habitantes. Estende-se por uma área de 10,30 km², de densidade populacional de 108 hab/km². Confina com as seguintes comunas: Amriswil (TG), Egnach (TG), Häggenschwil, Hauptwil-Gottshaus (TG), Zihlschlacht-Sitterdorf (TG).
A língua oficial nesta comuna é o Alemão.